# 天主教布干維爾教區
天主教布干維爾教區（拉丁語：Dioecesis Buganvillensis）是巴布亞紐幾內亞一個羅馬天主教教區，屬拉包爾總教區。
1898年5月23日設宗座監牧區，1930年5月31日升為代牧區。1966年11月15日升為教區。
教區位於布干維爾省，教座駐於布卡島。2006年有教友149,200人（佔轄區總人口81.3%）、卅一個堂區、廿四名司鐸。現任教區主教為巴爾納鐸·烏納巴利。